# Begonia merrittii
Espèce
Begonia merrittii est une espèce de plantes de la famille des Begoniaceae. Ce bégonia est originaire des Philippines. L'espèce fait partie de la section Petermannia. Elle a été décrite en 1910 par Elmer Drew Merrill (1876-1956). L'épithète spécifique  merrittii  signifie « de Merritt », en référence à Melvin Leroy Merritt (1879-1961) qui fut l'un des récolteurs de l'espèce aux Philippines.  

## Répartition géographique
Cette espèce est originaire des Philippines.